# Campeonato Letão de Patinação Artística no Gelo
O Campeonato Letão de Patinação Artística no Gelo (em letão:  Latvijas Čempionāts daiļslidošanā) é uma competição nacional anual de patinação artística no gelo da Letônia. Os patinadores competem em quatro eventos, individual masculino, individual feminino, dança no gelo, e patinação sincronizada.
A competição determina os campeões nacionais e os representantes da Letônia em competições internacionais como Campeonato Mundial, Campeonato Mundial Júnior, Campeonato Europeu e os Jogos Olímpicos de Inverno.

## Edições
| Ano (Edição) | Cidade sede | Sênior | Sênior | Sênior | Sênior | Sênior | Ref    |
| Ano (Edição) | Cidade sede | M      | F      | P      | D      | S      | Ref    |
| ------------ | ----------- | ------ | ------ | ------ | ------ | ------ | ------ |
| 2001         |             | •      | •      | •      | –      | –      | [ 1 ]  |
| 2002         |             | –      | •      | •      | –      | –      | [ 2 ]  |
| 2003         |             | •      | •      | •      | •      | –      | [ 3 ]  |
| 2004         |             | •      | •      | •      | •      | –      | [ 4 ]  |
| 2005         |             | –      | •      | •      | •      | –      | [ 5 ]  |
| 2006         |             | •      | •      | –      | •      | –      | [ 6 ]  |
| 2007         |             | –      | •      | –      | •      | –      | [ 7 ]  |
| 2008         | Riga        | –      | •      | –      | •      | –      | [ 8 ]  |
| 2009         | Riga        | –      | •      | –      | –      | –      | [ 9 ]  |
| 2010         | Riga        | •      | •      | –      | –      | •      | [ 10 ] |
| 2011         | Riga        | •      | •      | –      | –      | –      | [ 11 ] |
| 2012         |             | •      | •      | –      | •      | •      | [ 12 ] |
| 2013         |             | •      | •      | –      | •      | •      | [ 13 ] |
| 2014         |             | •      | •      | –      | •      | •      | [ 14 ] |
| 2015         | Tukums      | –      | •      | –      | –      | –      | [ 15 ] |
| 2016         | Riga        | •      | •      | –      | –      | –      | [ 16 ] |
| 2017         | Ventspils   | •      | •      | –      | –      | –      | [ 17 ] |

## Lista de medalhistas

### Individual masculino
| Evento                    | Ouro                                      | Prata                                     | Bronze                                    |
| 2001 (detalhes)           | Konstantin Kostin                         | Dmitri Kass                               | Roman Dantelejevs                         |
| 2002                      | Não houve disputa do individual masculino | Não houve disputa do individual masculino | Não houve disputa do individual masculino |
| 2003 (detalhes)           | Girts Jekabsons                           | nenhum outro competidor                   | nenhum outro competidor                   |
| 2004 (detalhes)           | Girts Jekabsons                           | nenhum outro competidor                   | nenhum outro competidor                   |
| 2005                      | Não houve disputa do individual masculino | Não houve disputa do individual masculino | Não houve disputa do individual masculino |
| 2006 (detalhes)           | Roman Dantelejevs                         | Andrejs Brovenko                          | Dmitri Kass                               |
| 2007–2009                 | Não houve disputa do individual masculino | Não houve disputa do individual masculino | Não houve disputa do individual masculino |
| Riga 2010 (detalhes)      | Girts Jekabsons                           | nenhum outro competidor letão             | nenhum outro competidor letão             |
| Riga 2011 (detalhes)      | Girts Jekabsons                           | nenhum outro competidor letão             | nenhum outro competidor letão             |
| 2012 (detalhes)           | Girts Jekabsons                           | nenhum outro competidor                   | nenhum outro competidor                   |
| 2013 (detalhes)           | Jevgeni Pozhidaev                         | nenhum outro competidor                   | nenhum outro competidor                   |
| 2014 (detalhes)           | Lukas Kaugars                             | nenhum outro competidor                   | nenhum outro competidor                   |
| 2015                      | Não houve disputa do individual masculino | Não houve disputa do individual masculino | Não houve disputa do individual masculino |
| Riga 2016 (detalhes)      | Deniss Vasiļjevs                          | Glebs Basins                              | Lukas Kaugars                             |
| Ventspils 2017 (detalhes) | Deniss Vasiļjevs                          | Glebs Basins                              | nenhum outro competidor                   |

### Individual feminino
| Evento                    | Ouro                | Prata                          | Bronze                         |
| 2001 (detalhes)           | Jūlija Tepliha      | Aleksandra Petushko            | Maria Balaba                   |
| 2002 (detalhes)           | Aleksandra Petushko | Olga Zadvornova                | Maria Balaba                   |
| 2003 (detalhes)           | Aleksandra Petushko | Maria Balaba                   | Elena Kovalova                 |
| 2004 (detalhes)           | Maria Balaba        | Elena Kovalova                 | Olga Zadvornova                |
| 2005 (detalhes)           | Maria Balaba        | Elena Kovalova                 | Olga Zadvornova                |
| 2006 (detalhes)           | Olga Zadvornova     | Maria Balaba                   | Stasija Rage                   |
| 2007 (detalhes)           | Julia Teplih        | Maria Balaba                   | Anna Strazdina                 |
| Riga 2008 (detalhes)      | Stasija Rage        | nenhuma outra competidora      | nenhuma outra competidora      |
| Riga 2009 (detalhes)      | Žanna Pugača        | nenhuma outra competidora letã | nenhuma outra competidora letã |
| Riga 2010 (detalhes)      | Žanna Pugača        | nenhuma outra competidora letã | nenhuma outra competidora letã |
| Riga 2011 (detalhes)      | Žanna Pugača        | Stasija Rage                   | Kristine Ozola                 |
| 2012 (detalhes)           | Alīna Fjodorova     | Stasija Rage                   | Dana Gerasimenko               |
| 2013 (detalhes)           | Alīna Fjodorova     | nenhuma outra competidora      | nenhuma outra competidora      |
| 2014 (detalhes)           | Alīna Fjodorova     | Ieva Gaile                     | Kristine Gaile                 |
| Tukums 2015 (detalhes)    | Angelīna Kučvaļska  | Ieva Gaile                     | Karlina Monika Pole            |
| Riga 2016 (detalhes)      | Angelīna Kučvaļska  | Alīna Fjodorova                | nenhuma outra competidora      |
| Ventspils 2017 (detalhes) | Angelīna Kučvaļska  | nenhuma outra competidora letã | nenhuma outra competidora letã |

### Duplas
| Evento          | Ouro                                 | Prata                                | Bronze                      |
| 2001 (detalhes) | Natalia Jefremova Andrejs Brovenko   | Jelena Sirokhvatova Jurijs Salmanovs | nenhum outro competidor     |
| 2002 (detalhes) | Jelena Sirokhvatova Jurijs Salmanovs | nenhum outro competidor              | nenhum outro competidor     |
| 2003 (detalhes) | Olga Boguslavska Andrejs Brovenko    | nenhum outro competidor              | nenhum outro competidor     |
| 2004 (detalhes) | Olga Boguslavska Andrejs Brovenko    | nenhum outro competidor              | nenhum outro competidor     |
| 2005 (detalhes) | Olga Boguslavska Andrejs Brovenko    | nenhum outro competidor              | nenhum outro competidor     |
| 2006–2017       | Não houve disputa de duplas          | Não houve disputa de duplas          | Não houve disputa de duplas |

### Dança no gelo
| Evento               | Ouro                                     | Prata                               | Bronze                               |
| 2003 (detalhes)      | Maria Zirjanova Stanislavs Carkovs       | nenhum outro competidor             | nenhum outro competidor              |
| 2004 (detalhes)      | Jelena Garkusina Andrei Sitik            | Maria Zirjanova Stanislavs Carkovs  | nenhum outro competidor              |
| 2005 (detalhes)      | Maria Zirjanova Stanislavs Carkovs       | nenhum outro competidor             | nenhum outro competidor              |
| 2006 (detalhes)      | Jelena Garkusina Andrei Sitik            | nenhum outro competidor             | nenhum outro competidor              |
| 2007 (detalhes)      | Jelena Garkusina Andrei Sitik            | Anna Liepina Pavel Liepins          | nenhum outro competidor              |
| Riga 2008 (detalhes) | Jekaterina Sergejeva Andrei Sitik        | Ksenia Smirnova Aleksandrs Jakushin | Jelena Garkusina Aleksandrs Motorins |
| 2009                 | Não houve disputa de dança no gelo       | Não houve disputa de dança no gelo  | Não houve disputa de dança no gelo   |
| 2010 (detalhes)      | Ksenia Pecherkina Aleksandrs Jakushin    | nenhum outro competidor             | nenhum outro competidor              |
| 2011                 | Não houve disputa de dança no gelo       | Não houve disputa de dança no gelo  | Não houve disputa de dança no gelo   |
| 2012 (detalhes)      | Ksenia Pecherkina Aleksandrs Jakushin    | nenhum outro competidor             | nenhum outro competidor              |
| 2013 (detalhes)      | Aleksandra Vasiljeva Aleksandrs Jakushin | nenhum outro competidor             | nenhum outro competidor              |
| 2014 (detalhes)      | Olga Jakushina Andrey Nevskiy            | nenhum outro competidor             | nenhum outro competidor              |
| 2015–2017            | Não houve disputa de dança no gelo       | Não houve disputa de dança no gelo  | Não houve disputa de dança no gelo   |

### Patinação sincronizada
| Evento                    | Ouro                                        | Prata                                       | Bronze                                      |
| 2010 (detalhes)           | Eklipse 1.                                  | Ice Angels                                  | nenhum outro competidor                     |
| 2011                      | ?                                           | ?                                           | ?                                           |
| 2012 (detalhes)           | Team Amber                                  | nenhum outro competidor                     | nenhum outro competidor                     |
| 2013 (detalhes)           | Team Amber                                  | nenhum outro competidor                     | nenhum outro competidor                     |
| 2014 (detalhes)           | Team Amber                                  | nenhum outro competidor                     | nenhum outro competidor                     |
| 2015–2016                 | Não houve disputa de patinação sincronizada | Não houve disputa de patinação sincronizada | Não houve disputa de patinação sincronizada |
| Ventspils 2017 (detalhes) | Letônia                                     | nenhum outro competidor                     | nenhum outro competidor                     |